# IPTC Information Interchange Model
L'Information Interchange Model (IIM) est une structure et un jeu d'attributs de métadonnées applicable à des fichiers texte, des images et d'autres types de média. Ce standard a été développé au début des années 1990 par le consortium International Press Telecommunications Council (IPTC) pour améliorer les échanges internationaux d'informations.
Les spécifications IIM complètes consistent en une structure de données et un ensemble de métadonnées complexes. Bien que prévues initialement pour tout type de support, elles ont principalement été utilisées dans le monde par les journaux, les agences de presse et les photographes. Les métadonnées souvent utilisées sont le nom de l'auteur ou du photographe, les informations sur le copyright et des informations descriptives. Ces métadonnées IIM peuvent être lues et mises à jour par de nombreux logiciels d'édition d'image.
L'Extensible Metadata Platform (XMP) a largement remplacé la structure de fichiers IIM, mais celui-ci utilise toujours les attributs de métadonnées IPTC Core.

## Historique
Depuis la fin des années 1970, la tâche principale de l'IPTC a été le développement et la publication de standards pour l'échange de nouvelles. Son premier standard, IPTC 7901, fit le pont entre les époques des téléscripteurs et des ordinateurs.
À la fin des années 1980, le travail commença sur un standard (l' Information Interchange Model) qui devait être mieux adapté aux nouveaux systèmes d'édition informatiques. Entre autres, l'IPTC définit un ensemble d'attributs de métadonnées pouvant être appliquées aux images, ensemble qui fut revu en 1991 pour être intégré à l'IIM, puis profondément revu en 1994 lorsque Adobe Systems conçut les spécifications de métadonnées incluses dans les images numériques (donnant naissance aux « en-têtes IPTC »).
En 2001, Adobe introduisit l'« Extensible Metadata Platform » (XMP), un schéma XML contenant les mêmes attributs de métadonnées qu'IPTC, mais structurés en XML/RDF, ce qui le rend extensible. Ce travail fut le début d'une collaboration entre Adobe et l'IPTC, pour produire finalement l'« IPTC Core Schema for XMP », qui combine les deux approches des métadonnées. Les spécifications XMP décrivent l'inclusion de métadonnées dans les fichiers JPEG, TIFF, JPEG2000, GIF, PNG, HTML, PostScript, PDF, SVG, Adobe Illustrator, et DNG.
En juin 2007, l'IPTC, en collaboration avec l'Ifra, tint la première conférence internationale des métadonnées photographiques, nommée "Working towards a seamless photo workflow" (Travailler pour un flux de travail photographique cohérent). Une conférence similaire eut lieu à Malte en juin 2008.
Grâce à ces évènements, le groupe de travail sur les métadonnées photographiques d'IPTC édita un document listant les changements à venir sur le standard. Les présentations de la plupart des participants, ainsi que leurs résumés, peuvent être vus sur le site de la Photo Metadata Conference.